# Велике Жирово
Велике Жирово (рос. Большое Жирово) — село в Фатезькому районі Курської області Російської Федерації.
Населення становить 542 особи. Входить до складу муніципального утворення Великожировська сільрада.

## Історія
Населений пункт розташований на території українського етнічного та культурного краю Східна Слобожанщина.
Від 2004 року входить до складу муніципального утворення Великожировська сільрада.

### Повномасштабне російське вторгнення 2022 року
24 листопада 2024 року ЗСУ завдали удару ракетою ATACMS по російському зенітному ракетному комплексу С-400 у Курській області. За повідомленням Генерального штабу ЗСУ, ураження відбулося на території населеного пункту Велике Жирово.

## Населення
| 2002 | 2010 |
| ---- | ---- |
| 513  | ↗542 |